# Estação Ferroviária de Vila do Conde
A Estação Ferroviária de Vila do Conde, inicialmente denominada de Villa do Conde, foi uma gare da Linha do Porto à Póvoa e Famalicão, que servia a cidade de Vila do Conde, no Distrito do Porto, em Portugal. Foi substituída pela Estação Santa Clara do Metro do Porto.

## História

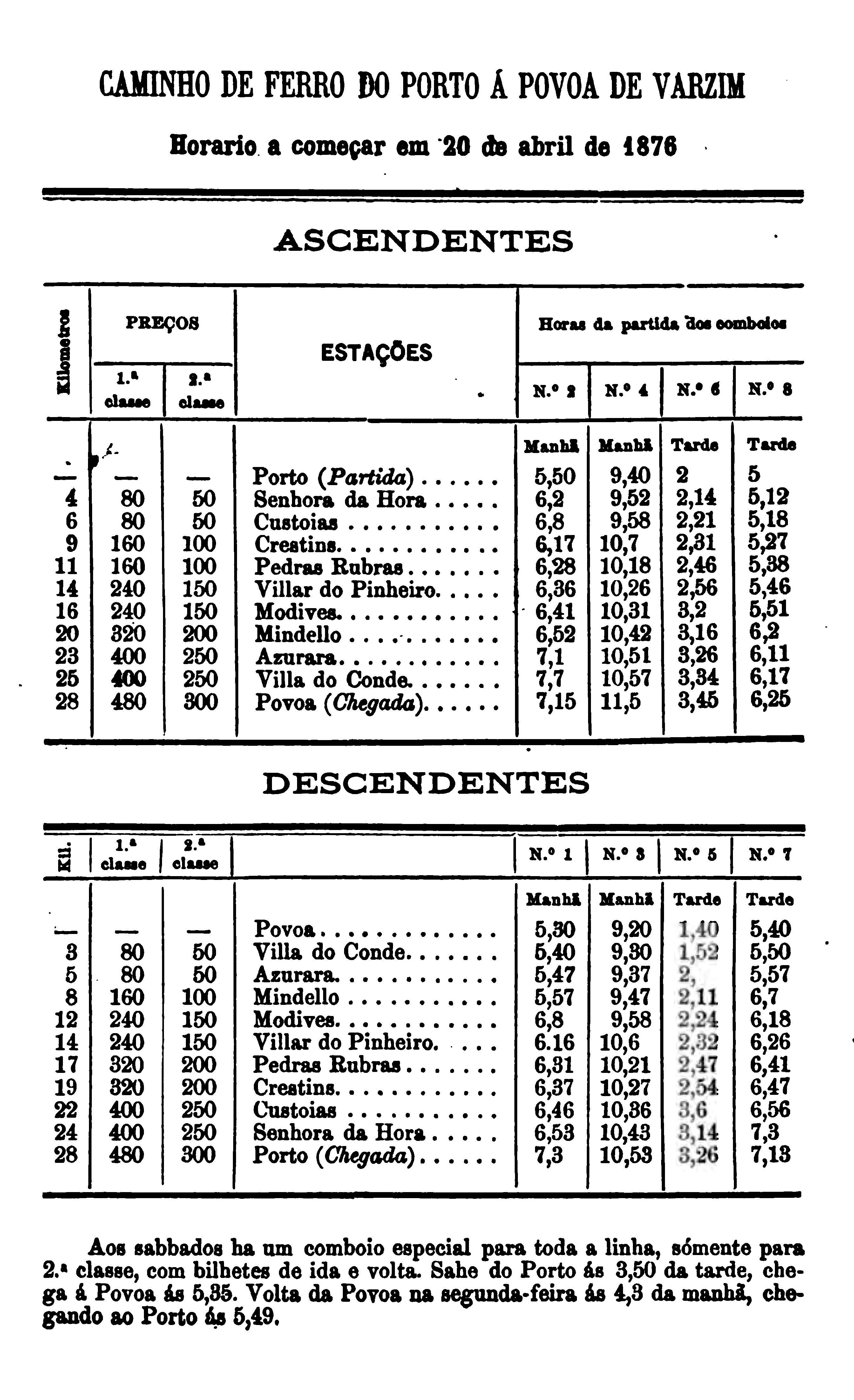
Neste horário de 1876, a estação aparece com a grafia original, Villa do Conde

Um dos primeiros projectos para o caminho de ferro na região do Minho, apresentado pelo Conde de Réus, propunha um traçado do Porto até à Galiza, passando por Travagem, São Romão do Coronado, Vila do Conde, Póvoa de Varzim, Viana do Castelo e Caminha.
Esta interface fazia parte do troço da Linha da Póvoa entre as Estações de Porto-Boavista e Póvoa de Varzim, que abriu à exploração no dia 1 de Outubro de 1875, pela Companhia do Caminho de Ferro do Porto à Póvoa.
Em 1913, existia uma rede de carros americanos entre a Vila do Conde e a Póvoa de Varzim, que passava pela estação de Vila do Conde.
No XI Concurso das Estações Floridas, organizado em 1952 pela Repartição de Turismo do Secretariado Nacional de Informação e pela Companhia dos Caminhos de Ferro Portugueses, a estação de Vila do Conde foi premiada com uma menção honrosa. No XIII Concurso, em 1954, recebeu um diploma de menção honrosa e prémio de persistência.